# 2021年のWTAツアー
2021年のWTAツアーは2021年のWTAツアーの日程と決勝結果である。

## 日程
前年に引き続き新型コロナウイルス感染症のパンデミックによる影響を受け、例年よりも大幅に変更が加えられたものとなった。
2021年最初のグランドスラム大会となる「オーストラリアン・オープン」は3週間遅れで2月8日から開催された。30大会が、中止あるいは延期（会場変更含む）になった。
2021年WTAカレンダーより作成
| グランドスラム            |
| オリンピック              |
| WTAファイナルズ           |
| WTA1000（マンダトリー）   |
| WTA1000（非マンダトリー） |
| WTAエリート・トロフィー   |
| WTA500                    |
| WTA250                    |
| チームイベント            |

| 日時           | 大会名 | 優勝者                                                                                   | 準優勝者                                                          | 試合結果 （スコア）                                                |                                                         |
| -------------- | --- | ---------------------------------------------------------------------------------------- | ----------------------------------------------------------------- | ------------------------------------------------------------------ | ------------------------------------------------------- |
| 1月4日         | アブダビWTA女子テニスオープン アブダビ $565,530 - ハード - 64S/32Q/28D                                    | アリーナ・サバレンカ                                                                     | ベロニカ・クデルメトバ                                            | 6–2, 6-2                                                           |                                                         |
| 1月4日         | アブダビWTA女子テニスオープン アブダビ $565,530 - ハード - 64S/32Q/28D                                    | 青山修子 柴原瑛菜                                                                        | ヘイリー・カーター ルイーザ・ステファニー                         | 7-6(5), 6-4                                                        |                                                         |
| 2月1日         | ヤラ・バレー・クラシック メルボルン $447,620 - ハード - 54S//28D                                          | アシュリー・バーティ                                                                     | ガルビネ・ムグルサ                                                | 7-6(3), 6-4                                                        |                                                         |
| 2月1日         | ヤラ・バレー・クラシック メルボルン $447,620 - ハード - 54S//28D                                          | 青山修子 柴原瑛菜                                                                        | アンナ・カリンスカヤ ビクトリア・クズモバ                         | 6-3, 6-4                                                           |                                                         |
| 2月1日         | ギップスランド・トロフィー メルボルン $447,620 - ハード - 54S//28D                                        | エリーズ・メルテンス                                                                     | カイア・カネピ                                                    | 6-4, 6-1                                                           |                                                         |
| 2月1日         | ギップスランド・トロフィー メルボルン $447,620 - ハード - 54S//28D                                        | バルボラ・クレイチコバ カテリナ・シニアコバ                                              | 詹皓晴 詹詠然                                                     | 6-3, 7-6(4)                                                        |                                                         |
| 2月1日         | グランピアンズ・トロフィー メルボルン $235,820 - ハード - 28S                                             | アネット・コンタベイト vs アン・リー 日程遅延の影響で決勝戦はなし                        | アネット・コンタベイト vs アン・リー 日程遅延の影響で決勝戦はなし |                                                                    |                                                         |
| 2月8日 2月15日 | 全豪オープン メルボルン A$33,098,500 - ハード 128S/128Q/64D/32X シングルス – ダブルス – 混合ダブルス      | 大坂なおみ                                                                               | ジェニファー・ブレイディ                                          | 6-4, 6-3                                                           |                                                         |
| 2月8日 2月15日 | 全豪オープン メルボルン A$33,098,500 - ハード 128S/128Q/64D/32X シングルス – ダブルス – 混合ダブルス      | エリーズ・メルテンス アリーナ・サバレンカ                                                | バルボラ・クレイチコバ カテリナ・シニアコバ                       | 6-2, 6-3                                                           |                                                         |
| 2月8日 2月15日 | 全豪オープン メルボルン A$33,098,500 - ハード 128S/128Q/64D/32X シングルス – ダブルス – 混合ダブルス      | バルボラ・クレイチコバ ラジーブ・ラム                                                    | サマンサ・ストーサー マシュー・エブデン                           | 6-1, 6-4                                                           |                                                         |
| 2月15日        | フィリップ・アイランド・トロフィー メルボルン $235,238 - ハード - 56S/16Q/28D                             | ダリア・カサトキナ                                                                       | マリー・ボウズコバ                                                | 4–6, 6–2, 6–2                                                      |                                                         |
| 2月15日        | フィリップ・アイランド・トロフィー メルボルン $235,238 - ハード - 56S/16Q/28D                             | アンキタ・ライナ カミラ・ラヒモワ                                                        | アンナ・ブリンコバ アナスタシア・ポタポワ                         | 2–6, 6–4, [10–7]                                                   |                                                         |
| 2月22日        | アデレード国際 アデレード $535,530 - ハード - 28S/24Q/16D                                                 | イガ・シフィオンテク                                                                     | ベリンダ・ベンチッチ                                              | 6–2, 6-2                                                           |                                                         |
| 2月22日        | アデレード国際 アデレード $535,530 - ハード - 28S/24Q/16D                                                 | アレクサ・グアラチ デシラエ・クラウチェク                                                | ヘイリー・カーター ルイーザ・ステファニー                         | 6–7(4), 6–4, [10–3]                                                |                                                         |
| 3月1日         | カタール・トータル・オープン ドーハ $565,530 - ハード - 28S/32Q/16D                                       | ペトラ・クビトバ                                                                         | ガルビネ・ムグルサ                                                | 6–2, 6-1                                                           |                                                         |
| 3月1日         | カタール・トータル・オープン ドーハ $565,530 - ハード - 28S/32Q/16D                                       | ニコール・メリチャー デミ・スゥース                                                      | モニカ・ニクレスク エレナ・オスタペンコ                           | 6–2, 2–6, [10–8]                                                   |                                                         |
| 3月1日         | リヨン・オープン リヨン $235,238 - ハード（室内） - 32S/24Q/16D                                           | クララ・タウソン                                                                         | ビクトリヤ・ゴルビッチ                                            | 6–4, 6–1                                                           |                                                         |
| 3月1日         | リヨン・オープン リヨン $235,238 - ハード（室内） - 32S/24Q/16D                                           | ビクトリア・クズモバ アランツァ・ルス                                                    | ウージニー・ブシャール オルガ・ダニロビッチ                       | 3–6, 7–5, [10–7]                                                   |                                                         |
| 3月8日         | ドバイ・テニス選手権 ドバイ $1,835,490 - ハード - 56S/32Q/28D                                             | ガルビネ・ムグルサ                                                                       | バルボラ・クレイチコバ                                            | 7–6(6), 6–3                                                        |                                                         |
| 3月8日         | ドバイ・テニス選手権 ドバイ $1,835,490 - ハード - 56S/32Q/28D                                             | アレクサ・グアラチ ダリヤ・ユラク                                                        | 徐一璠 楊釗煊                                                     | 6–0, 6–3                                                           |                                                         |
| 3月8日         | アビエルト・ザポパン グアダラハラ $235,238 - ハード - 32S/24Q/16D                                         | サラ・ソリベス・トルモ                                                                   | ウージニー・ブシャール                                            | 6–2, 7–5                                                           |                                                         |
| 3月8日         | アビエルト・ザポパン グアダラハラ $235,238 - ハード - 32S/24Q/16D                                         | エレン・ペレス アストラ・シャルマ                                                        | デシラエ・クラウチェク ジュリアーナ・オルモス                     | 6–4, 6–4                                                           |                                                         |
| 3月15日        | サンクトペテルブルク・レディース・トロフィー サンクトペテルブルク $565,530 - ハード（室内） - 28S/24Q/16D | ダリア・カサトキナ                                                                       | マルガリータ・ガスパリアン                                        | 6–3, 2–1(途中棄権)                                                 |                                                         |
| 3月15日        | サンクトペテルブルク・レディース・トロフィー サンクトペテルブルク $565,530 - ハード（室内） - 28S/24Q/16D | ナディヤ・キチェノク イオアナ・ラルカ・オラル                                            | サブリナ・サンタマリア ケイトリン・クリスチャン                   | 2–6, 6–3, [10–8]                                                   |                                                         |
| 3月15日        | モンテレイ・オープン モンテレイ $235,238 - ハード - 32S/24Q/16D                                           | レイラ・アニー・フェルナンデス                                                           | ビクトリヤ・ゴルビッチ                                            | 6-1, 6-4                                                           |                                                         |
| 3月15日        | モンテレイ・オープン モンテレイ $235,238 - ハード - 32S/24Q/16D                                           | ナディヤ・キチェノク イオアナ・ラルカ・オラル                                            | キャロライン・ドリード アジア・ムハンマド                         | 6-2, 6-3                                                           |                                                         |
| 3月22日        | マイアミ・オープン マイアミガーデンズ $3,260,190 - ハード - 96S/48Q/32D                                   | アシュリー・バーティ                                                                     | ビアンカ・アンドレースク                                          | 6-3, 4-0(途中棄権)                                                 |                                                         |
| 3月22日        | マイアミ・オープン マイアミガーデンズ $3,260,190 - ハード - 96S/48Q/32D                                   | 青山修子 柴原瑛菜                                                                        | ヘイリー・カーター ルイーザ・ステファニー                         | 6-2, 7-5                                                           |                                                         |
| 4月5日         | ボルボ・カーズ・オープン チャールストン $565,530 - クレー - 56S/32Q/16D                                   | ベロニカ・クデルメトバ                                                                   | ダンカ・コビニッチ                                                | 6–4, 6-2                                                           |                                                         |
| 4月5日         | ボルボ・カーズ・オープン チャールストン $565,530 - クレー - 56S/32Q/16D                                   | ニコール・メリチャー デミ・スゥース                                                      | マリー・ボウズコバ ルーシー・ハラデツカ                           | 6-2, 6–4                                                           |                                                         |
| 4月5日         | クラロ・コルサニータス・カップ ボゴタ $235,238 - クレー - 32S/24Q/16D                                     | マリア・カミラ・オソリオ・セラーノ                                                       | タマラ・ジダンセク                                                | 5–7, 6–3, 6–4                                                      |                                                         |
| 4月5日         | クラロ・コルサニータス・カップ ボゴタ $235,238 - クレー - 32S/24Q/16D                                     | エリクサン・レケミア イングリッド・ニール                                                | ミハエラ・ブザルネスク アンナ・レナ・フリードサム                 | 6-3, 6-4                                                           |                                                         |
| 4月12日        | MUSC ヘルス・女子オープン チャールストン $235,238 - クレー - 32S/16Q/16D                                  | アストラ・シャルマ                                                                       | オンス・ジャバー                                                  | 2–6, 7–5, 6–1                                                      |                                                         |
| 4月12日        | MUSC ヘルス・女子オープン チャールストン $235,238 - クレー - 32S/16Q/16D                                  | ヘイリー・バプティスト キャティ・マクナリー                                              | エレン・ペレス ストーム・サンダース                               | 6–7(4–7), 6–4, [10–6]                                              |                                                         |
| 4月19日        | ポルシェ・テニス・グランプリ シュトゥットガルト $565,530 - クレー - 28S/24Q/16D                           | アシュリー・バーティ                                                                     | アリーナ・サバレンカ                                              | 3–6, 6–0, 6–3                                                      |                                                         |
| 4月19日        | ポルシェ・テニス・グランプリ シュトゥットガルト $565,530 - クレー - 28S/24Q/16D                           | アシュリー・バーティ ジェニファー・ブレイディ                                            | デシラエ・クラウチェク ベサニー・マテック＝サンズ                 | 6–4, 5–7, [10–5]                                                   |                                                         |
| 4月19日        | イスタンブール・カップ イスタンブール $235,238 - クレー - 32S/24Q/16D                                     | ソラナ・チルステア                                                                       | エリーズ・メルテンス                                              | 6–1, 7–6(3)                                                        |                                                         |
| 4月19日        | イスタンブール・カップ イスタンブール $235,238 - クレー - 32S/24Q/16D                                     | ベロニカ・クデルメトバ エリーズ・メルテンス                                              | 日比野菜緒 二宮真琴                                               | 6–1, 6–1                                                           |                                                         |
| 4月26日        | ムチュア・マドリード・オープン マドリード €2,549,105 - クレー - 64S/48Q/30D                               | アリーナ・サバレンカ                                                                     | アシュリー・バーティ                                              | 6-0, 3-6, 6-4                                                      |                                                         |
| 4月26日        | ムチュア・マドリード・オープン マドリード €2,549,105 - クレー - 64S/48Q/30D                               | バルボラ・クレイチコバ カテリナ・シニアコバ                                              | ガブリエラ・ダブロウスキー デミ・スゥース                         | 6-4, 6-3                                                           |                                                         |
| 5月10日        | BNLイタリア国際 ローマ €1,577,613 - クレー - 56S/32Q/28D                                                  | イガ・シフィオンテク                                                                     | カロリナ・プリスコバ                                              | 6–0, 6–0                                                           |                                                         |
| 5月10日        | BNLイタリア国際 ローマ €1,577,613 - クレー - 56S/32Q/28D                                                  | シャロン・フィッチマン ジュリアーナ・オルモス                                            | クリスティナ・ムラデノビッチ マルケタ・ボンドロウソバ             | 4-6, 7-5, [10-5]                                                   |                                                         |
| 5月17日        | セルビア・オープン ベオグラード $235,238 - クレー - 32S/24Q/16D                                           | パウラ・バドサ                                                                           | アナ・コニュ                                                      | 6-2, 2–0(途中棄権)                                                 |                                                         |
| 5月17日        | セルビア・オープン ベオグラード $235,238 - クレー - 32S/24Q/16D                                           | アレクサンドラ・クルニッチ ニーナ・ストヤノヴィチ                                        | グリート・ミネン アリソン・バン・アイトバンク                     | 6–0, 6-2                                                           |                                                         |
| 5月17日        | エミリア・ロマーニャ・オープン パルマ $235,238 - クレー - 32S/24Q/16D                                     | コリ・ガウフ                                                                             | 王薔                                                              | 6-2, 6-3                                                           |                                                         |
| 5月17日        | エミリア・ロマーニャ・オープン パルマ $235,238 - クレー - 32S/24Q/16D                                     | コリ・ガウフ キャティ・マクナリー                                                        | ダリヤ・ユラク アンドレア・クレパック                             | 6–3, 6-2                                                           |                                                         |
| 5月24日        | ストラスブール国際 ストラスブール $235,238 - クレー - 32S/22Q/16D                                         | バルボラ・クレイチコバ                                                                   | ソラナ・チルステア                                                | 6-3, 6-3                                                           |                                                         |
| 5月24日        | ストラスブール国際 ストラスブール $235,238 - クレー - 32S/22Q/16D                                         | アレクサ・グアラチ デシラエ・クラウチェク                                                | 二宮真琴 楊釗煊                                                   | 6–2, 6-2                                                           |                                                         |
| 5月31日 6月7日 | 全仏オープン パリ €34,367,215 - クレー 128S/128Q/64D/16X シングルス – ダブルス – 混合ダブルス             | バルボラ・クレイチコバ                                                                   | アナスタシア・パブリュチェンコワ                                  | 6-1, 2-6, 6-4                                                      |                                                         |
| 5月31日 6月7日 | 全仏オープン パリ €34,367,215 - クレー 128S/128Q/64D/16X シングルス – ダブルス – 混合ダブルス             | バルボラ・クレイチコバ カテリナ・シニアコバ                                              | ベサニー・マテック＝サンズ イガ・シフィオンテク                   | 6-4, 6-2                                                           |                                                         |
| 5月31日 6月7日 | 全仏オープン パリ €34,367,215 - クレー 128S/128Q/64D/16X シングルス – ダブルス – 混合ダブルス             | デシラエ・クラウチェク ジョー・ソールズベリー                                            | エレーナ・ベスニナ アスラン・カラツェフ                           | 2-6, 6-4, [10-5]                                                   |                                                         |
| 6月7日         | ノッティンガム・オープン ノッティンガム $235,238 - グラス - 48S/16Q/16D                                   | ジョアンナ・コンタ                                                                       | 張帥                                                              | 6-2, 6-1                                                           |                                                         |
| 6月7日         | ノッティンガム・オープン ノッティンガム $235,238 - グラス - 48S/16Q/16D                                   | リューメラ・キッチュノック 二宮真琴                                                      | キャロライン・ドールハイド ストーム・サンダース                   | 6–4, 6–7(3), [10–8]                                                |                                                         |
| 6月14日        | WTAドイツ・オープン ベルリン $565,530 - グラス - 28S/24Q/16D                                              | リュドミラ・サムソノワ                                                                   | ベリンダ・ベンチッチ                                              | 1–6, 6–1, 6–3                                                      |                                                         |
| 6月14日        | WTAドイツ・オープン ベルリン $565,530 - グラス - 28S/24Q/16D                                              | ビクトリア・アザレンカ アリーナ・サバレンカ                                              | ニコール・メリチャー デミ・スゥース                               | 4–6, 7–5, [10–4]                                                   |                                                         |
| 6月14日        | バーミンガム・クラシック バーミンガム $235,238 - グラス - 32S/24Q/16D                                     | オンス・ジャバー                                                                         | ダリア・カサトキナ                                                | 7–5, 6–4                                                           |                                                         |
| 6月14日        | バーミンガム・クラシック バーミンガム $235,238 - グラス - 32S/24Q/16D                                     | マリー・ボウズコバ ルーシー・ハラデツカ                                                  | オンス・ジャバー エレン・ペレス                                   | 6–4, 2–6, [10–8]                                                   |                                                         |
| 6月21日        | イーストボーン国際 イーストボーン $565,530 - グラス - 28S/24Q/16D                                         | エレナ・オスタペンコ                                                                     | アネット・コンタベイト                                            | 6–3, 6–3                                                           |                                                         |
| 6月21日        | イーストボーン国際 イーストボーン $565,530 - グラス - 28S/24Q/16D                                         | 青山修子 柴原瑛菜                                                                        | ニコール・メリチャー デミ・スゥース                               | 6–1, 6–4                                                           |                                                         |
| 6月21日        | ニュルンベルク・カップ ニュルンベルク $235,238 - グラス -32S/8Q/16D                                       | アンゲリク・ケルバー                                                                     | カテリナ・シニアコバ                                              | 6–3, 6–2                                                           |                                                         |
| 6月21日        | ニュルンベルク・カップ ニュルンベルク $235,238 - グラス -32S/8Q/16D                                       | ダリヤ・ユラク アンドレア・クレパック                                                    | イオアナ・ラルカ・オラル ナディア・キチェノク                     | 6–3, 6-1                                                           |                                                         |
| 6月28日 7月5日 | ウィンブルドン選手権 ロンドン £35,016,000 - グラス 128S/128Q/64D/48X シングルス – ダブルス – 混合ダブルス | アシュリー・バーティ                                                                     | カロリナ・プリスコバ                                              | 6–3, 6–7(4), 6–3                                                   |                                                         |
| 6月28日 7月5日 | ウィンブルドン選手権 ロンドン £35,016,000 - グラス 128S/128Q/64D/48X シングルス – ダブルス – 混合ダブルス | 謝淑薇 エリーズ・メルテンス                                                              | ベロニカ・クデルメトバ エレーナ・ベスニナ                         | 3–6, 7–5, 9–7                                                      |                                                         |
| 6月28日 7月5日 | ウィンブルドン選手権 ロンドン £35,016,000 - グラス 128S/128Q/64D/48X シングルス – ダブルス – 混合ダブルス | デシラエ・クラウチェク ニール・スクプスキ                                                | ハリエット・ダート ジョー・ソールズベリー                         | 6–2, 7–6(1)                                                        |                                                         |
| 7月5日         | ドイツ国際オープン ハンブルク $235,238 - クレー - 28S/16Q/15D                                             | エレナ・ガブリエラ・ルース                                                               | アンドレア・ペトコビッチ                                          | 7–6(6), 6–4                                                        |                                                         |
| 7月5日         | ドイツ国際オープン ハンブルク $235,238 - クレー - 28S/16Q/15D                                             | ジャスミン・パオリーニ ジル・タイシュマン                                                | アストラ・シャルマ ロザリー・ファン・デル・ホーク                 | 6–0, 6–4                                                           |                                                         |
| 7月12日        | ハンガリアン・グランプリ ブダペスト $235,238 - クレー - 32S/24Q/16D                                       | ユリア・プチンツェワ                                                                     | アンヘリーナ・カリニーナ                                          | 6–4, 6–0                                                           |                                                         |
| 7月12日        | ハンガリアン・グランプリ ブダペスト $235,238 - クレー - 32S/24Q/16D                                       | ミハエラ・ブザルネスク ファニ・ストラー                                                  | アリオナ・ボルソバ タマラ・コルパチュ                             | 6–4, 6–4                                                           |                                                         |
| 7月12日        | WTAスイス・オープン ローザンヌ $235,238 - クレー - 32S/8Q/16D                                             | タマラ・ジダンシェク                                                                     | クララ・ビュレル                                                  | 4–6, 7–6(5), 6–1                                                   |                                                         |
| 7月12日        | WTAスイス・オープン ローザンヌ $235,238 - クレー - 32S/8Q/16D                                             | スーザン・バンデッキ シモナ・ウォルタート                                                | ウルリケ・エイケリ バレンディニ・グラマティコプル                 | 6–3, 6–7(3), [10–5]                                                |                                                         |
| 7月12日        | プラハ・オープン プラハ $235,238 - ハード - 32S/24Q/16D                                                   | バルボラ・クレイチコバ                                                                   | テレザ・マルティンコバ                                            | 6–2, 6–0                                                           |                                                         |
| 7月12日        | プラハ・オープン プラハ $235,238 - ハード - 32S/24Q/16D                                                   | マリー・ボウズコバ ルーシー・ハラデツカ                                                  | ビクトリア・クズモバ ニーナ・ストヤノヴィチ                       | 7–6(3), 6–4                                                        |                                                         |
| 7月19日        | パレルモ国際 パレルモ $235,238 - クレー - 32S/16Q/16D                                                     | ダニエル・コリンズ                                                                       | エレナ・ガブリエラ・ルース                                        | 6–2, 6–0                                                           |                                                         |
| 7月19日        | パレルモ国際 パレルモ $235,238 - クレー - 32S/16Q/16D                                                     | エリン・ラウトリフ キンバリー・ジマーマン                                                | ナテラ・ザラミズ カミラ・ラヒモワ                                 | 7–6(5), 4–6, [10-4]                                                |                                                         |
| 7月19日        | WTAポーランド・オープン グディニャ $235,238 - クレー - 32S/16Q/16D                                        | マリナ・ザネフスカ                                                                       | クリスティーナ・クコバ                                            | 6-4, 7-6(4)                                                        |                                                         |
| 7月19日        | WTAポーランド・オープン グディニャ $235,238 - クレー - 32S/16Q/16D                                        | アンナ・ダニリナ リジア・マロザワ                                                        | カテリナ・ボンダレンコ カタジーナ・ピーター                       | 6–3, 6–2                                                           |                                                         |
| 7月26日        | 東京オリンピック Tokyo, Japan Olympic Games Hard – 64S/32D/16X シングルス - ダブルス - 混合ダブルス       | 金メダル                                                                                 | 銀メダル                                                          | 銅メダル                                                           | 4位                                                     |
| 7月26日        | 東京オリンピック Tokyo, Japan Olympic Games Hard – 64S/32D/16X シングルス - ダブルス - 混合ダブルス       | ベリンダ・ベンチッチ (SUI) 7–5, 2–6, 6–3                                                 | マルケタ・ボンドロウソバ (CZE)                                    | エリナ・スビトリナ (UKR) 1–6, 7–6(7–5), 6–4                        | エレーナ・リバキナ (KAZ)                                |
| 7月26日        | 東京オリンピック Tokyo, Japan Olympic Games Hard – 64S/32D/16X シングルス - ダブルス - 混合ダブルス       | バルボラ・クレイチコバ (CZE) カテリナ・シニアコバ (CZE) 7–5, 6–1                         | ベリンダ・ベンチッチ (SUI) ビクトリヤ・ゴルビッチ (SUI)           | ラウラ・ピゴシ (BRA) ルイーザ・ステファニー (BRA) 4–6, 6–4, [11–9] | ベロニカ・クデルメトバ (RUS) エレーナ・ベスニナ (RUS)   |
| 7月26日        | 東京オリンピック Tokyo, Japan Olympic Games Hard – 64S/32D/16X シングルス - ダブルス - 混合ダブルス       | アナスタシア・パブリュチェンコワ (RUS) アンドレイ・ルブレフ (RUS) 6–3, 6–7(5–7), [13–11] | エレーナ・ベスニナ (RUS) アスラン・カラツェフ (RUS)               | アシュリー・バーティ (AUS) ジョン・ピアース (AUS) 棄権             | ニーナ・ストヤノヴィチ (SRB) ノバク・ジョコビッチ (SRB) |
| 8月2日         | シリコンバレー・クラシック サンノゼ $565,530 - ハード - 28S/16Q/16D                                       | ダニエル・コリンズ                                                                       | ダリア・カサキナ                                                  | 6–3, 6–7(10), 6-1                                                  |                                                         |
| 8月2日         | シリコンバレー・クラシック サンノゼ $565,530 - ハード - 28S/16Q/16D                                       | ダリヤ・ユラク アンドレア・クレパック                                                    | ガブリエラ・ダブロウスキー ルイーザ・ステファニー                 | 6-1, 7-5                                                           |                                                         |
| 8月2日         | ウィナーズ・オープン クルジュ＝ナポカ $235,238 - クレー - 32S/24Q/16D                                     | アンドレア・ペトコビッチ                                                                 | マヤル・シェリフ                                                  | 6–1, 6-1                                                           |                                                         |
| 8月2日         | ウィナーズ・オープン クルジュ＝ナポカ $235,238 - クレー - 32S/24Q/16D                                     | ナテラ・ザラミズ カヤ・ジュバン                                                          | カタジーナ・ピテール マヤル・シェリフ                             | 6-3, 6-4                                                           |                                                         |
| 8月9日         | ナショナル・バンク・オープン モントリオール $1,835,490 - ハード- 56S/32Q/28D                              | カミラ・ジョルジ                                                                         | カロリナ・プリスコバ                                              | 6–3, 7-5                                                           |                                                         |
| 8月9日         | ナショナル・バンク・オープン モントリオール $1,835,490 - ハード- 56S/32Q/28D                              | ガブリエラ・ダブロウスキー ルイーザ・ステファニー                                        | ダリヤ・ユラク アンドレア・クレパック                             | 6-3, 6-4                                                           |                                                         |
| 8月16日        | ウエスタン・アンド・サザン・オープン メイソン $2,114,989 - ハード- 56S/32Q/28D                            | アシュリー・バーティ                                                                     | ジル・タイシュマン                                                | 6–3, 6-1                                                           |                                                         |
| 8月16日        | ウエスタン・アンド・サザン・オープン メイソン $2,114,989 - ハード- 56S/32Q/28D                            | サマンサ・ストーサー 張帥                                                                | ガブリエラ・ダブロウスキー ルイーザ・ステファニー                 | 6-3, 6-4                                                           |                                                         |
| 8月23日        | テニス・イン・ザ・ランド クリーブランド $235,238 - ハード - 32S/16Q/16D                                   | アネット・コンタベイト                                                                   | イリーナ＝カメリア・ベグ                                          | 7-6(5), 6-4                                                        |                                                         |
| 8月23日        | テニス・イン・ザ・ランド クリーブランド $235,238 - ハード - 32S/16Q/16D                                   | 青山修子 柴原瑛菜                                                                        | クリスティナ・マクヘール サニア・ミルザ                           | 7–5, 6–3                                                           |                                                         |
| 8月23日        | シカゴ女子オープン シカゴ $235,238 - ハード - 32S/16Q/16D                                                 | エリナ・スビトリナ                                                                       | アリーゼ・コルネ                                                  | 7-5, 6-4                                                           |                                                         |
| 8月23日        | シカゴ女子オープン シカゴ $235,238 - ハード - 32S/16Q/16D                                                 | ナディヤ・キチェノク イオアナ・ラルカ・オラル                                            | リュドミラ・キチェノク 二宮真琴                                   | 7–6(6), 5–7, [10–8]                                                |                                                         |
| 8月30日 9月6日 | 全米オープン ニューヨーク ハード 128S/128Q/64D/32X シングルス – ダブルス – 混合ダブルス                   | エマ・ラドゥカヌ                                                                         | レイラ・フェルナンデス                                            | 6–4, 6–3                                                           |                                                         |
| 8月30日 9月6日 | 全米オープン ニューヨーク ハード 128S/128Q/64D/32X シングルス – ダブルス – 混合ダブルス                   | サマンサ・ストーサー 張帥                                                                | コリ・ガウフ キャティ・マクナリー                                 | 6–3, 3–6, 6–3                                                      |                                                         |
| 8月30日 9月6日 | 全米オープン ニューヨーク ハード 128S/128Q/64D/32X シングルス – ダブルス – 混合ダブルス                   | デシラエ・クラウチェク ジョー・ソールズベリー                                            | ジュリアーナ・オルモス マルセロ・アレバロ                         | 7–5, 6–2                                                           |                                                         |
| 9月13日        | BGLルクセンブルク・オープン コッケルシュエール $235,238 - ハード（室内） - 30S/24Q/16D                    | クララ・タウソン                                                                         | エレナ・オスタペンコ                                              | 6–3, 4–6, 6–4                                                      |                                                         |
| 9月13日        | BGLルクセンブルク・オープン コッケルシュエール $235,238 - ハード（室内） - 30S/24Q/16D                    | グリート・ミネン アリソン・バン・アイトバンク                                            | エリン・ラウトリフ キンバリー・ジマーマン                         | 6–3, 6–3                                                           |                                                         |
| 9月13日        | スロベニア・オープン ポルトロス $235,238 - ハード - 32S/24Q/16D                                           | ジャスミン・パオリーニ                                                                   | アリソン・リスク                                                  | 7–6(4), 6–2                                                        |                                                         |
| 9月13日        | スロベニア・オープン ポルトロス $235,238 - ハード - 32S/24Q/16D                                           | アンナ・カリンスカヤ テレサ・ミハリコバ                                                  | アレクサンドラ・クルニッチ レスレイ・ケルクホーフェ               | 4–6, 6–2, [12–10]                                                  |                                                         |
| 9月20日        | オストラヴァ・オープン オストラヴァ $565,530 - ハード（室内） - 28S/24Q/16D                               | アネット・コンタベイト                                                                   | マリア・サッカリ                                                  | 6–2, 7–5                                                           |                                                         |
| 9月20日        | オストラヴァ・オープン オストラヴァ $565,530 - ハード（室内） - 28S/24Q/16D                               | ダリヤ・ユラク アンドレア・クレパック                                                    | ガブリエラ・ダブロウスキー ルイーザ・ステファニー                 | 6-1, 7-5                                                           |                                                         |
| 9月27日        | シカゴ・フォール・テニス・クラシック シカゴ $565,530 - ハード - 56S/32Q/28D                               | ガルビネ・ムグルサ                                                                       | オンス・ジャバー                                                  | 3–6, 6–3, 6–0                                                      |                                                         |
| 9月27日        | シカゴ・フォール・テニス・クラシック シカゴ $565,530 - ハード - 56S/32Q/28D                               | クベタ・ペシュケ アンドレア・ペトコビッチ                                                | キャロライン・ドールハイド ココ・バンダウェイ                     | 6-3, 6-1                                                           |                                                         |
| 9月27日        | アスタナ・オープン ヌルスルタン $235,238 - ハード - 32S/24Q/16D                                           | アリソン・バン・アイトバンク                                                             | ユリア・プチンツェワ                                              | 1–6, 6–4, 6–3                                                      |                                                         |
| 9月27日        | アスタナ・オープン ヌルスルタン $235,238 - ハード - 32S/24Q/16D                                           | アンナ・レナ・フリードサム モニカ・ニクレスク                                            | アンジェリーナ・ガブエバ アナスタシア・ザハロワ                   | 6–2, 4–6, [10–5]                                                   |                                                         |
| 10月4日        | BNPパリバ・オープン インディアンウェルズ $8,761,725 - ハード - 96S/48Q/32D                                | パウラ・バドサ                                                                           | ビクトリア・アザレンカ                                            | 7–6(5), 2–6, 7–6(2)                                                |                                                         |
| 10月4日        | BNPパリバ・オープン インディアンウェルズ $8,761,725 - ハード - 96S/48Q/32D                                | 謝淑薇 エリーズ・メルテンス                                                              | ベロニカ・クデルメトバ エレーナ・リバキナ                         | 7–6(1), 6–3                                                        |                                                         |
| 10月18日       | クレムリン・カップ モスクワ $565,530 - ハード（室内） - 28S/24Q/18D                                       | アネット・コンタベイト                                                                   | エカテリーナ・アレクサンドロワ                                    | 4–6, 6–4, 7–5                                                      |                                                         |
| 10月18日       | クレムリン・カップ モスクワ $565,530 - ハード（室内） - 28S/24Q/18D                                       | エレナ・オスタペンコ カテリナ・シニアコバ                                                | ナディヤ・キチェノク イオアナ・オラル                             | 6–2, 4–6, [10–8]                                                   |                                                         |
| 10月18日       | テネリフェ女子オープン ギア・デ・イソラ $235,238 - ハード - 32S/24Q/16D                                   | アン・リー                                                                               | カミラ・オソリオ                                                  | 6–1, 6–4                                                           |                                                         |
| 10月18日       | テネリフェ女子オープン ギア・デ・イソラ $235,238 - ハード - 32S/24Q/16D                                   | ウルリッケ・アイケリ エレン・ペレス                                                      | リュドミラ・キチェノク マルタ・コスチュク                         | 6–3, 6–3                                                           |                                                         |
| 10月25日       | クールマイユール女子オープン クールマイユール $235,238 - ハード（室内） - 32S/23Q/16D                     | ドナ・ベキッチ                                                                           | クララ・タウソン                                                  | 7–6(3), 6–2                                                        |                                                         |
| 10月25日       | クールマイユール女子オープン クールマイユール $235,238 - ハード（室内） - 32S/23Q/16D                     | 王欣瑜 鄭賽賽                                                                            | 穂積絵莉 張帥                                                     | 6–4, 3–6, [10–5]                                                   |                                                         |
| 10月25日       | トランシルヴァニア・オープン クルジュ＝ナポカ $235,238 - ハード（室内） - 32S/20Q/16D                     | アネット・コンタベイト                                                                   | シモナ・ハレプ                                                    | 6–2, 6–3                                                           |                                                         |
| 10月25日       | トランシルヴァニア・オープン クルジュ＝ナポカ $235,238 - ハード（室内） - 32S/20Q/16D                     | イリナ・バラ エカテリネ・ゴルゴドゼ                                                      | アレクサンドラ・クルニッチ レスレイ・ケルクホーフェ               | 4–6, 6–1, [11–9]                                                   |                                                         |
| 11月1日        | ビリー・ジーン・キング・カップ プラハ ハード（室内） - 12チーム                                           | RTF                                                                                      | スイス                                                            | 2-0                                                                |                                                         |
| 11月8日        | WTAファイナルズ グアダラハラ $5,000,000 - ハード - 8S（RR）/8D（RR）                                      | ガルビネ・ムグルサ                                                                       | アネット・コンタベイト                                            | 6-3, 7-5                                                           |                                                         |
| 11月8日        | WTAファイナルズ グアダラハラ $5,000,000 - ハード - 8S（RR）/8D（RR）                                      | バルボラ・クレイチコバ カテリナ・シニャコバ                                              | 謝淑薇 エリーズ・メルテンス                                       | 6–3, 6-4                                                           |                                                         |
| 11月8日        | オーストリア・レディース・リンツ リンツ $235,238 - ハード（室内） - 28S/16Q/16D                           | アリソン・リスク                                                                         | ジャケリネ・クリスティアン                                        | 2–6, 6–2, 7–5                                                      |                                                         |
| 11月8日        | オーストリア・レディース・リンツ リンツ $235,238 - ハード（室内） - 28S/16Q/16D                           | ナテラ・ザラミズ カミラ・ラヒモワ                                                        | 王欣瑜 鄭賽賽                                                     | 6–4, 6–2                                                           |                                                         |